# 莫日地区马济耶尔
莫日地区马济耶尔（法語：Mazières-en-Mauges，法語發音：[mazjɛʁ ɑ̃ moʒ] ⓘ）是法国曼恩-卢瓦尔省的一个市镇，属于绍莱区。

## 地理
莫日地区马济耶尔（47°2'45"N, 0°49'3"W）面积8.9 平方千米，位于法国卢瓦尔河地区大区曼恩-卢瓦尔省，该省份为法国西部内陆省份，大致对应安茹地区，北起顺时针与马耶讷省、萨尔特省、安德尔-卢瓦尔省、维埃纳省、德塞夫勒省、旺代省、大西洋卢瓦尔省和伊勒-维莱讷省接壤。
与莫日地区马济耶尔接壤的市镇（或旧市镇、城区）包括：紹萊、莫莱夫里耶、尼阿耶、图勒蒙德。

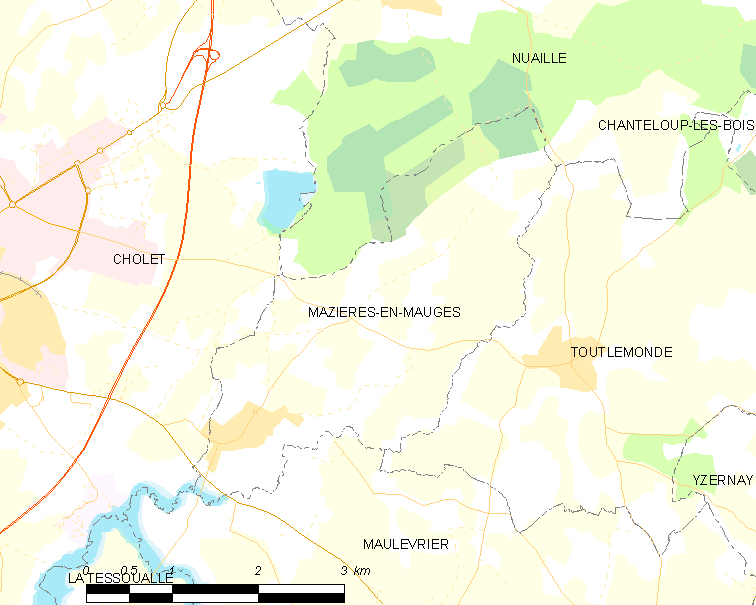
莫日地区马济耶尔的OSM定位图

莫日地区马济耶尔的时区为UTC+01:00、UTC+02:00（夏令时）。

## 行政
莫日地区马济耶尔的邮政编码为49280，INSEE市镇编码为49195。

## 政治
莫日地区马济耶尔所属的省级选区为绍莱第二县。

## 人口

1962-2008年间莫日地区马济耶尔人口变化图示

莫日地区马济耶尔于2022年1月1日时的人口数量为1257人。